# Војислава Кастриот
Војислава Трибалда Кастриот, била је српска принцеза пореклом из области Полог у данашњој Северној Македонији, супруга Ивана I Кастриота и мајка Ђурђа Кастриота Скендербега, који ће касније постати познат као албански национални херој.

## Биографија

### Порекло
Албанско-млетачки историчар Марин Барлети (1450—1513), у својој биографији о Скендербегу (објављеној између 1508—1510) написао је да је Војиславин „отац био трибалски племић” (лат. pater nobilissimus Triballorum princeps). Назив „Трибали” користили су Византинци као синоним за Србе.
Јован Музака, припадник породице Музака из 15. века, наводи да је Војислава припадала његовој племићкој породици Музака.
Бројни ранији и савремени историчари сматрају да је Војислава била Српкиња и да је вероватно припадала породици Бранковић.
Тврдње о Војиславином словенском пореклу наводе и бројни историчари 19. века као и бројни историчари из 20. века.
Иван Јастребов спомиње да се иза планине Шаре, у историји Вукана Немањића спомињу два Полога — Горњи и Доњи Полог. Полог је познат по томе што је Војислава, жена Скендербеговог оца, била родом одавде, од полошког књаза Voisava Pologi domini filia.